# Mélologue
Un mélologue est un mélange de musique et de textes parlés sous forme de discours, généralement présent dans une œuvre musicale. Proche de la définition du mélodrame, ce terme a été créé en français par le compositeur Hector Berlioz pour définir une de ses œuvres, Lélio ou le Retour à la vie.

## Définition

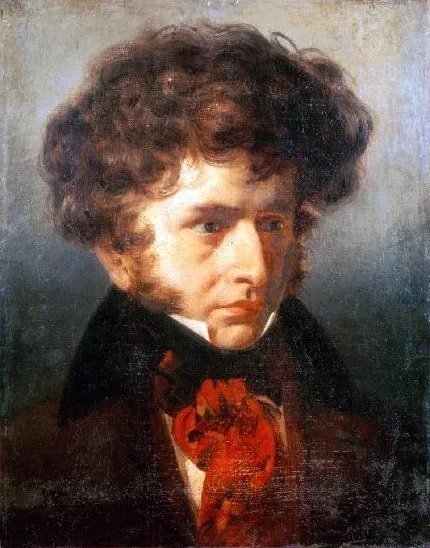
Portrait de Berlioz par Émile Signol, 1832.

Étymologiquement, selon le CNRTL, le mélologue est un « chant accompagné de musique » et plus prosaïquement, un mélange de musique et de discours. Ce terme a notamment été popularisé par le  compositeur et chef d'orchestre français Hector Berlioz. 
Selon le site du dictionnaire Larousse, ce terme pourrait également être lié au mot espagnol, « melólogo » qui désigne une forme de monodrame avec un seul personnage monologuant en vers de onze syllabes, entrecoupés de séquences orchestrales censées prolonger sa « déclamation parlée ».

## Hector Berlioz et son mélologue

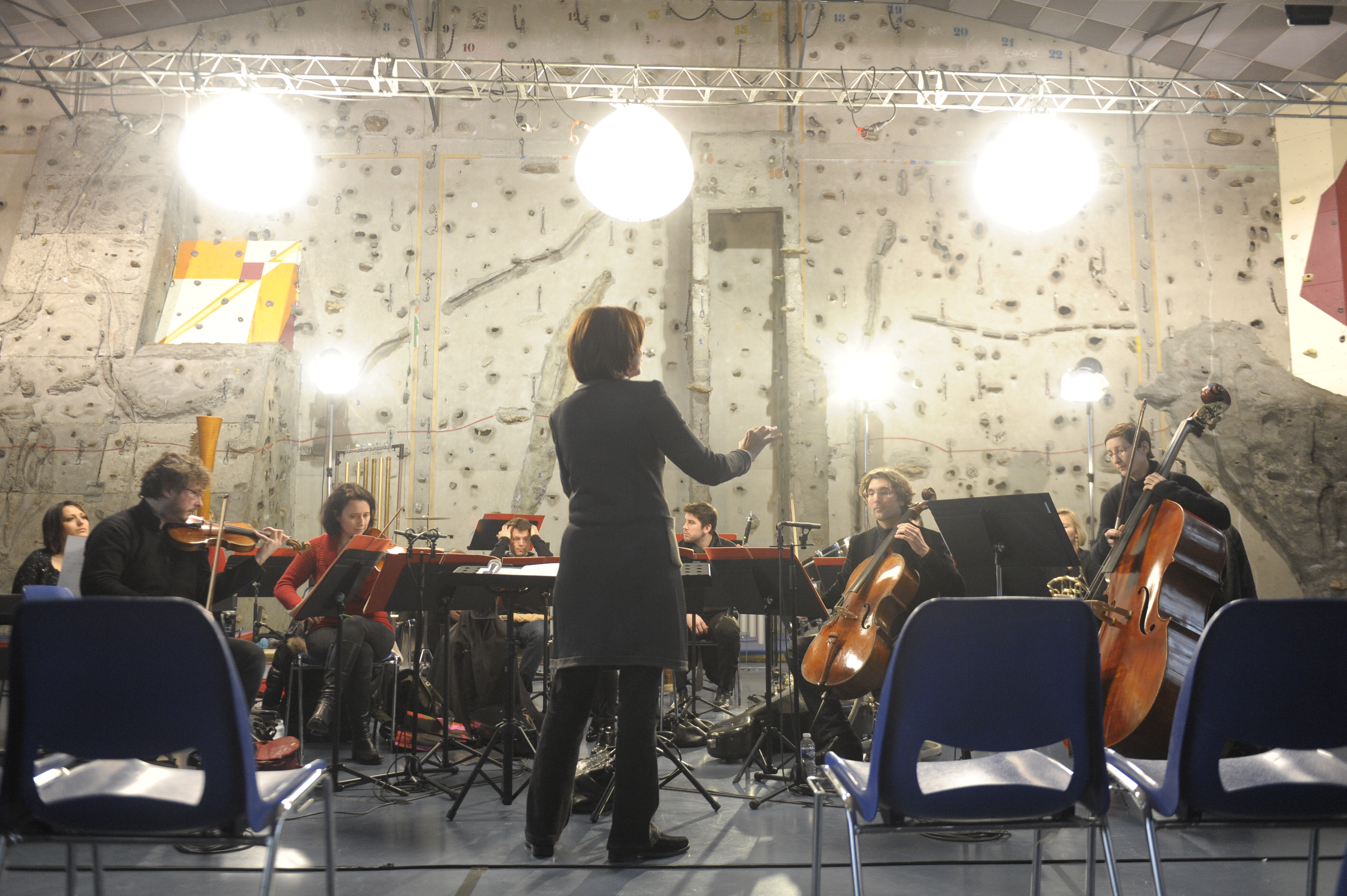
Claire Gibault & le Paris Mozart Orchestra.

En 1831, Hector Berlioz compose Lélio ou le Retour à la vie, œuvre dont l'originalité est caractérisée par l’alternance de six monologues récités par l’Artiste (Lélio) et six pièces musicales appartenant à des genres variés, accompagné par un orchestre. 
Selon le musicologue Claude Abromont, le compositeur français, natif de La Côte-Saint-André, utilisera le néologisme « mélologue » pour décrire ce qui est, en fait, une suite à sa Symphonie fantastique, créée un an auparavant.
Selon Gaëlle Loisiel, une des auteures participantes à un ouvrage collectif consacré à la littérature et la musique, ce néologisme résulte de l’union de deux mots : « mélodrame » et « monologue » .
Hector Berlioz emprunte au poète irlandais Thomas Moore ce terme de « mélologue », plus neutre que mélodrame,. Le compositeur français fut d'ailleurs fortement marqué par l'ensemble de l'œuvre poétique de l'artiste irlandais.

## Édith Canat de Chizy
Le mot mélologue a été remis au goût du jour par la compositrice française Édith Canat de Chizy avec la création d'une composition orchestrale accompagnée d'un récitatif. Cette œuvre a été commandée par Claire Gibault et son orchestre, le Paris Mozart Orchestra.

## Description
- Lélio ou le Retour à la vie
- Festival Berlioz